# Техору (район)
Техо́ру (індонез. Tehoru) — один з 14 районів округу Центральне Малуку провінції Малуку у складі Індонезії. Розташований у центральній частині острова Серам. Адміністративний центр — село Техору.

## Адміністративний поділ
До складу району входять 20 сіл:
| Населений пункт   | Населення, осіб (2010) |
| ----------------- | ---------------------- |
| Волу, село        | 1582                   |
| Лаїму, село       | 3170                   |
| Лафа, село        | 763                    |
| Лаха, село        | 363                    |
| Лахакаба, село    | 993                    |
| Манеорату, село   | 223                    |
| Моссо, село       | 785                    |
| Пільяна, село     | 497                    |
| Саламаху, село    | 225                    |
| Саунулу, село     | 1172                   |
| Телуті-Бару, село | 1283                   |
| Техору, село      | 5802                   |
| Техуа, село       | 1818                   |
| Улахахан, село    | 494                    |
| Хату, село        | 1001                   |
| Хатумете, село    | 825                    |
| Хая, село         | 5143                   |
| Хунісі, село      | 249                    |
| Ямалату, село     | 279                    |
| Япутіх, село      | 1524                   |